# Дугалова Жанар Асилбековна
Жанар Асилбековна Дугалова (каз. Жанар Дұғалова; нар. 17 січня 1987, Кизилорда) — казахська поп-співачка та актриса. Заслужений діяч Казахстану (2015). Переможниця музичного конкурсу Тюрквидение-2014. Колишня учасниця казахської жіночої поп-групи «КешУои».

## Біографія
Жанар Дугалова народилася 18 січня 1987 року в казахському місті Кизилорда. Жила в Талліні, поки їй не виповнилося 3 роки, потім повернулася на Батьківщину. У віці 5 років за наполяганням матері вона пішла до гуртка естрадної студії місцевого Палацу піонерів. У 6 років Жанар виграла обласний вокальний конкурс «Әнші балапан», пізніше перемогла і на республіканському конкурсі. У віці 10 років на дитячому конкурсі «Айналайын» заспівала дуетом з Розою Римбаєвою. Пізніше брала участь у багатьох національних та міжнародних вокальних конкурсах, володарка більше 70-ти нагород.
Жанар Дугалова закінчила казахський ліцей та музичну школу по класу фортепіано. Проступила до Алматинського музичного коледжу. З 2004 року навчалася Гітісі, закінчила його з червоним дипломом. У 2011 році знялася в казахському мелодраматичному фільмі «Коктейль для зірки-2». З 2012 по 2014 рік Жанар Дугалова співала у складі казахської жіночої поп-групи «КешУои».
У листопаді 2014 року Жанар Дугалова брала участь у міжнародному музичному конкурсі Тюрквидение-2014 з піснею «Ізін көрем» («Бачу їх слід»). Вона здобула перемогу у фіналі конкурсу, набравши 225 балів. Указом Президента Казахстану від 3 грудня 2015 року їй було присвоєно звання Заслуженого діяча Республіки Казахстан.
У 2015 році Жанар Дугалова вступила до казахської правлячої партії «Нур Отан». Навесні 2016 року вона була кандидатом у депутати Мажилісу парламенту Казахстану, однак перемогти на виборах їй не вдалося.

## Пісні

### У складі КешУои
- Асықпа (2013)
- Казак қыздары (2013)
- Туған жер (2013)
- Ризамын (2013)
- Махаббат (2014)
- Қазақтың арулары (2014)

### Сольна кар'єра
- Таңданба (2011)
- Сүйемін деші (2012)
- Сен емес (2012)
- Қарай бер (2013)
- Махаббат нази (2013)
- Кім үшін (2013)
- Бір сұрақ (2013)
- Уайымдама (2013)
- Ізін көрем (2014)
- Сен мені түсінбедің (в дуеті з Кайратом Нуртасом, 2014)
- Айта Берсін (2015)
- Әке-бала (2015)
- Жаңбырлы түн (в дуеті з Нурболатом Абдулліним, 2015)
- Мұның дұрыс болмады (в дуеті з Нуржаном Керменбаевым, 2016)
- Ала кетпедің (2017)

## Фільмографія
| Рік  | Назва                               | Роль            |
| ---- | ----------------------------------- | --------------- |
| 2011 | «Коктейль для зірки-2»              | Жадира          |
| 2011 | «Серце моє — Астана» (кіноальманах) |                 |
| 2012 | «Меч перемоги»                      |                 |
| 2014 | «Любов завжди в моєму серці»        | Аїда            |
| 2015 | «Любов завжди в моєму серці-2»      | Аїда            |
| 2015 | «Рекетир 2: Відплата»               | подруга Альбіни |
| 2017 | «Науриз»                            | Айдана          |